# Équipe de Zambie féminine de volley-ball
L'équipe de Zambie féminine de volley-ball est l'équipe nationale qui représente la Zambie dans les compétitions internationales de volley-ball féminin. 
Les Zambiennes n'ont participé qu'à une seule phase finale de Championnat d'Afrique ; elles terminent sixièmes en 1995.